# ブランディッシュ
『ブランディッシュ』 (Brandish) は、日本ファルコムが開発・発売したコンピュータゲーム。アクションロールプレイングゲームであり、同タイトルを『1』作目としたシリーズの総称である。シリーズ作品は、『1』から『4(VT)』の4作品となっている。『1』から『3』は、ひとつの世界観で繋がっており、キャラクターやストーリーも関連しているが、『4(VT)』はゲームシステムのみ共通で、キャラクターや世界観は『1』から『3』までとはまったく別物である。

## 開発背景
1990年12月、『ダイナソア』の発売時に日本ファルコムで当時開発中として、『ロードモナーク』、『ぽっぷるメイル』、『ドラゴンスレイヤー英雄伝説II』、そして本作の計4タイトルが発表された。
この当時、国産パソコンゲームのメイン機種がPC-8800シリーズからPC-9800シリーズに変わる時期であり、本作も当時流行となっていたグラフィカルユーザインタフェース（GUI）を取り入れ、フルマウスオペレーションシステムを取り入れたアクションRPGとなっている。
PCエンジン版への移植時には、マウスオペレーティングからパッドでの操作に変更された。これまでトップビューの視点で常にプレイヤーが一定の視点のみからしか見られなかったのに対し、本作では90度ごとに視点変更が可能であることから、隠されたスイッチなどは自分の周囲をチェックしなければ見つけ出せないようになっている。『ダンジョンマスター』に代表される迷宮探索型のRPGである。

## 作品概要
フルマウスオペレーションのアクションRPGであり、主人公となるキャラクターを操作して武器や魔法、アイテムを使用して敵を倒しつつ、壁や扉といった障害物や、落とし穴などの罠が仕掛けられた多数のエリアを攻略していく。
マップは常に表示されプレイヤーキャラの周囲がオートマッピングされていくが、自分で地図に印を付けたり書き足したりすることも可能。このオートマッピングの存在を活かして、自動移動やワープの魔法などのシステムもあり、またオートマッピングされた地図を消していく敵も登場する。
主人公を操作している間はリアルタイムで時間が経過するため、素早く的確なマウス操作が要求されることが特徴である。また、エリアにはパズル要素を含んだ様々な謎が仕掛けられており、それを解くための思考力が必要となる場面もある。
転がる岩に代表される即死トラップが大量に設置されているのも特徴の一つで、どれだけレベルを上げても常に即死する危険性と向き合わなければならない緊迫したプレイを要求される。
また、『1』 - 『3』では武器に耐久力が設定されており、一定回数以上使うと壊れてしまう（『2』では壊れた武器がアイテムとして登場する）。ただ、耐久力が設定されていない武器もあり、いくら使っても壊れないため、アイテムが少ない時は重宝された。
『1』 - 『3』は主人公の後ろ姿を斜め上から見下ろすトップビューで、主人公の向きを変えるとそれに伴って視点も変化するスタイルとなっていた。しかし、『4』では一転して主人公を固定された視点から見下ろすクオータービューへと変更された。
『1』 - 『2』はアレス・トラーノスが主人公で、ドーラ・ドロンがサブキャラクターとして登場する。『3』はその二人に加え、アンバー・ガルシア、尾白甚左衛門を主人公に選択可能。『4』では従来キャラクターを完全に排し、全く新しい世界観とキャラクターが用いられている。
なお、『4』がPC-9800シリーズで発売された際はタイトルが『ブランディッシュVT』だったが、後にWindowsに移植された際には改名され、『ブランディッシュ4』となった。

## ブランディッシュ

### 概要
1991年10月25日にPC-98版が発売後、複数の機種に移植されている。
基本的に一本道。同じ特徴を持つ複数のマップを1ステージとして6つステージに分かれている。
キャラクターその他のデザインを、当時社員であった漫画家ISUTOSHIが担当（『2』まで）。
1994年6月17日にはNECホームエレクトロニクスより声優を起用したPCエンジン版が発売されている。ドーラ役は玉川紗己子が担当していた。通常はコントローラ操作だが、マウスにも対応している。
PCエンジン版と同年の6月25日に光栄より発売されたスーパーファミコン版はマウス非対応でコントローラ操作のみ対応。
1995年3月10日発売のPC-98用リニューアル版では、こちらが休息すると敵も回復するため、ダメージを少しずつ与えては休憩する作戦が使えなくなっている。また、『2』と同様の自動移動機能も搭載された。特典CDとアンサーブックも付属。
2007年3月6日よりプロジェクトEGGでPC-98のリニューアル版が配信されている。
2025年8月14日よりNintendo SwitchのEGGコンソールの1タイトルとしてPC-98のリニューアル版が配信されている。

### あらすじ
伝説によると、かつてビトールという小国があった。ビトールには竜が住む塔があり、竜は国を守護していた。街は活気に溢れ、その繁栄に人々は満ち足りていた。しかし時の王ビスタルが国を守るドラゴンから「すべての力の源」を奪おうと企んだ。力を求めたことにより、王ビスタルは邪悪で醜い姿に変わり、ビトールは竜の呪いを受けて一夜で地中深く沈んでしまったという。
時は流れ、かつてビトールがあった地にはバノウルドという都市国家が存在していた。この国を訪れた流浪の剣士アレスは、街の郊外にある廃坑で自分を執拗に仇と狙う女魔道士ドーラと対峙する。ドーラがアレスに向けて攻撃魔法を放った次の瞬間、魔法による爆発の衝撃で地面に穴が空き、二人は地の底へと吸い込まれていった。
気がつくと、アレスは地底に一人倒れていた。そこにはとてつもなく広い空間が存在しており、見れば彼方に巨大な塔が地上へと伸びていた。アレスは地上へと脱出すべく、塔の頂上を目指す。

### 登場キャラクター
アレス＝トラーノス (Ares Toraenos)
主人公。推定年齢24歳。賞金稼ぎにして100万ゴールドの賞金首。無口、無情、無表情の男。基本的には片手剣と盾を使う剣士だが、状況に応じて様々な武器も使いこなす。
「SHIFT」キーを押しながらゲームを立ち上げると、通常とは違った「武道家」でプレイできる。武道家になると武器を付けなくても戦える。
ドーラ・ドロン (Dela Delon)
大魔道師バルカンの弟子にして、女魔道士。推定年齢22歳。アレスを師の仇として付け狙う。妖艶な容姿をしており、それなりに魔法の腕は立つものの、攻撃魔法で起こした爆発で穴に落ちるなど、間の抜けた面を持つ。
終盤のとあるイベントにおいて危機に陥っている彼女を助けるかどうかで、エンディングが若干変化する。
ビスタル (Bistalle)
ビトールの国王。「大いなる力の源」を求めて国の守護神たる竜を襲撃したが、力を得てガドビスタルになると共に竜の永遠の呪いによって理性のない怪物と化す。
ガディ
アレスと同様に地上への脱出を目指す戦士。アレス達が脱出した後に、ゲイラとともに地上へ脱出する。
ゲイラ
塔で武器屋を営んでいる女戦士。

### その他
オープニングについて
PC-9801初期版は曲がホアキン・ロドリーゴの『アランフエス協奏曲 第2楽章adagio』にフレーズとコード進行が似ていたため、リニューアル版以降は別曲に差し替えられている。PC-9801初期版の曲は『ファルコムスペシャルBOX’93』に、リニューアル版の曲は『ファルコムスペシャルBOX’96』にそれぞれ収録されている。

### ブランディッシュ 〜ダークレヴナント〜
2009年3月19日にPlayStation Portable用ソフトとして3Dでリメイクされ、『Brandish: The Dark Revenant（ブランディッシュ 〜ダークレヴナント〜）』のタイトルで発売。マップやモンスターなどはほぼPC版に忠実なリメイクであるが、ボス戦でのボスの倒し方やドーラの登場場面などはアレンジが加えられている。また、各マップを完全に踏破するごとにアイテムがもらえるようになっている。
アレス編のマップはPC版の完全移植であるが、アレス編クリア後、ドーラもプレイヤーキャラとして使うことができるようになり、ドーラの視点でのストーリーも展開される。ドーラ編のマップはPSPオリジナル版で、本編のアレス編より短いが難易度が高い。
初回限定版にはオリジナルサウンドトラックCDと2009年度版カレンダーが付属する。
BGMはjdkBANDの演奏によるアレンジ版が新規に収録されており、PC版のものと任意に切り替える事が可能になっている。

## ブランディッシュ2 THE PLANET BUSTER

### 概要 (2)
1993年3月12日にPC-98で発売された前作の続編。『2』からもプレイできるが、前作をプレイしておくと、ストーリーをより楽しむことができる。
自動移動の機能が追加。片手武器の二刀流やシールドを両手に持つダブルシールド、両手持ち武器が登場する。一国を舞台に様々に移動するようになりマップ数が増加、22ステージに拡大している。
PC-98版には『暗黒文字翻訳書』という英語表記の見出しがABC順に並んだ用語集が付属。
PC-98版は1995年7月21日に特典CDとアンサーブックが付属したリニューアルパッケージが発売された。
1995年8月11日に発売されたスーパーファミコン版は前作とは違いマウス操作にも対応している。1996年3月15日には『ブランディッシュ2 エキスパート』としてボスキャラと連続対戦を楽しむ「タイムアタックモード」など、一部追加要素を加えたリニューアル版が発売されている。
2007年よりプロジェクトEGGでWindows向けにPC-98版が配信されている。

### あらすじ (2)
今より2年後、剣であって剣ではない「全てを制する力の源」の一部たる「プラネット・バスター」を一人の剣士が地底のビトールより持ち帰りこの地を訪れる―
遥かバノウルドの地でアレスが地底の亡国ビトールに居る頃、預言者ベネディクトは沿海の小国ブンデビアの国王バドラー＝ハデスに招かれ予言を授けた。予言を聞いたバドラー王は暗黒文字（古代ビトリック文字）で書かれた「いにしえの書」の解読を進め、来るべき日への準備を進めていった。
アレスがビトールからの脱出に成功してから2年後、アレスは三日もあれば渡れるはずの砂漠を延々とさ迷っていた。そこへカール・キャレスを初め、バドラーの部下達がやってくる。アレスは戦おうとするが、水も食料を尽きて疲弊しきった身体に加えて、体から急速に力が失われていき、そこで初めて砂漠に術がかかっていたことに気付きながらアレスは倒れてしまう。そして絶海の監獄島ベルサドスに捕らえられてしまったアレスは、そこを抜け出そうとする。

### 登場キャラクター (2)
アレス＝トラーノス (Ares)
主人公。流浪の剣士。賞金稼ぎにして180万ゴールドの賞金首。傭兵を生業にした頃もあったという。推定年齢26歳。闘神アレスと関係があるらしいが謎。本作のエンディングでは茶目っ気と笑顔、そしてシリーズ通して髪の影に隠れていたアレスの目が見られる。ただしPC-98版では目は見えていない。
ドーラ・ドロン (Dela delon)
大魔道師バルカンの弟子にして、女魔道士の賞金稼ぎ。推定年齢24歳。相変わらずアレスを7年前に死んだ師の仇として付け狙っているが、本作では共闘関係に。
カール・キャレス (Karl cares)
アレスと既知の傭兵。推定年齢26歳。今はバドラーの下で傭兵参謀を務めており、砂漠で術にはまって倒れたアレスを捕獲した。騎馬戦法と得意としており、ゲーム中でも騎乗して戦う。
エレーヌ (Elerne)
バドラーの側に仕える謎の女性。時代を隔てて時おりブンデビアに姿をあらわしているという。角が生えており、瞳はグリーンとブラウンのオッドアイ。カールとは深い愛情で結ばれるが…。
バドラー＝ハデス (Badorrer=Hadess)
ブンデビアの国王。若い頃は賢王だったが、老いと共に悪政へ走るようになる。1000年前のブンデビアと伝説の国ビトールの関係を記した「いにしえの書」の記述や、国内での古代ビトリック文字発見で伝説への確信を深め、「全てを制する力の源」を求める。バドラー＝ハデスはブンデビアの国王が継ぐ名であり、「いにしえの書」の予言の節ではバドラー＝ハデスの名を継ぐ者によって「全てを制する力の源」が復活することが予言されていた。プラネットバスターを利用して「全てを制する力の源」を手に入れ、最後の戦いでは巨大な怪物ガドバドラーになる。
ビトールの古代人は「全てを制する力の源」を崇拝する古代ビトール教という思想を持っていた一方、力の制御法を確立していた。多量の宇宙の力を受け入れてミュータント化したものは聖なる存在に近付いたと見なして「ガド」と呼ばれた。しかし力の使用は宇宙の寿命を縮める行為であると知られて禁忌になったとされる。
ソウルマスター (Soul Master)
ブンデビアの魔道師。魂を操る魔道師の最高位であり、死後の代償を条件に高位の存在と契約を交わして絶大な力を持ち、地上のあらゆる物に影響を及ぼすのが可能で次元結界・遠隔操作・憑依などが可能。作中では、「砂漠の結界」を張ってアレスを遭難させたり、ドーラに憑依するなどをしている。
忍者マスター (Master ninja)
ブンデビアの忍者の頭目。分身の術を極めている。ストーリーに関わらない寄り道的な場所のボスにもかかわらず人気が高かったため、『3』では同じデザインのジンザが主人公の一人として起用されることとなった。
ガドビスタル (Gado Bistalle)
前作のラスボス。「全てを制する力の源」の研究のために死体がビトールから運び出され、培養再生された。同ステージには培養クローンと思われる敵キャラ・プチビスタルも登場する。前作よりも強化されており、火球の他に目から稲妻を撃てるようになった。
ベネディクト (Benedicte)
預言者。物語の2年前、自分の運命を知りながら「全てを制する力の源」を欲したバドラーの招聘を受け、アレスがビトールからプラネットバスターを持ち帰ることを予言した後、バドラーに刺殺される。
ブンデビアの五重の塔で、制御不能になったプラネットバスターを取り戻したアレスの前に亡霊として現れる。
ベネゼル
ベルサドス監獄島の獄長。
アドニス (Adonis)
妖神に守護され眠り続けている、少年の姿をした謎の存在。ブンデビアの民間伝承にもその名がある。アレスのことを闘神と呼ぶ。永遠の嘆きと世界への失望によって何千年も島に縛られており、その嘆きの想念が災いの運命をこの地に引き寄せてしまったのかもしれないと語っている。エレーヌは、1000年に一度だけ神の許しによりアドニスの魂が人として転生している姿。
フレッド
賞金稼ぎ。キャリアは浅く、専ら盗掘で稼いでいる。
アンバー
闘技場の女チャンピオン。シナリオ中でたった一度戦うだけの敵キャラという存在にもかかわらず、非常に高い人気を博したため、『3』では主人公の一人に昇格した。
ガディ
ビトールから脱出した戦士。本作では一緒に脱出したゲイラと結婚し、武器屋を営んでいる。
ゲイラ
ガディとともにビトールから脱出した女戦士。

## ブランディッシュ3 SPIRIT OF BALCAN

### 概要 (3)
1994年11月25日にPC-98で発売された『2』の続編。『3』からもプレイできるが、過去作をプレイしておくと、ストーリーをより楽しむことができる。
前作までとは違い、主人公は4人。開始時にはアレス、ドーラ、アンバー、ジンザの中から選ぶが、キャラクターによってストーリーは変化する。攻撃方法については『2』のものに、ジャンプ攻撃、バックステップ、溜め攻撃などの要素が追加されている。
また、「O」、「M」、「A」、「K」、「E」の5つのキーを押しながらキャラクターを選択すると、闘技場で登場する7体の敵キャラクターも選択可能。ただし、おまけ要素なのでストーリーは7体とも全てアレスのものになる。
1995年9月29日に特典CD付きのリニューアルパッケージが発売された。2007年2月27日よりプロジェクトEGGで配信されている。

### あらすじ (3)
天空の女神に支えられし小国フィベリア。時の王ギゼールI世は、古代の遺産に興味を抱き、一人の魔道師に探索を指示する。やがて発見された古文書により、ギゼールI世は闇の神との契約を交わしてしまう。
時は流れ、大魔道師バルカンの死から数年後。アレスとドーラは、バルカンの残した意思に導かれるようにタントールの街へたどり着く。

### 登場キャラクター (3)
主人公
アレス＝トラーノス
賞金稼ぎにして200万ゴールドの賞金首。推定年齢27歳。本作では、バルカン殺しの真相の一端が描かれる。また、小説版に登場した「アレス＝トラーノス」というフルネームが本作でも登場している。
剣、斧、ナックル、鎧、盾を使える。本作ではシールドでジャンプ攻撃するシールドアタックが使用可能。特殊な攻撃はないが盾を装備しているため防御力が高く、ダブルシールドで全方向防御が可能になったため、接近戦や囲まれる場面に強い。一方肉体自体の防御力は一定のため、ダブルシールドでない場合は横からの攻撃には弱い。
ドーラ・ドロン
大魔道士バルカンの弟子にして、女魔道士。推定年齢25歳。本作でもアレスを仇と付け狙うのは変わらず。ミレイユの義姉に当たる。本作の主人公たちの中ではバルカンと一番関わりが深く、ドラマティックなストーリーが展開される。
鞭、杖、ローブを使える。杖は魔法弾を発射できる他、火精、風精、水精、地精の杖は溜めることで自動に敵を攻撃する精霊を召喚可能。横や後ろを向いた敵に特殊攻撃を使うことも出来る。
最強武器の攻撃は電撃を放つ杖と同様に敵を貫通する魔法だが、杖で殴ることはできない。
アンバー・ガルシア
かつてCASTLE TOWNの闘技場でチャンピオンだった女格闘家。推定年齢24歳。アレスに敗れ、修行の旅に出ていた。
ナックル、斧、ブーメラン、モーニングスターを使える。ジャンプアタックの他、横や後ろを向いた敵には溜めを行うことで強力な攻撃が使える。
最強武器の攻撃は弾を飛ばす遠距離攻撃。
尾白甚左衛門（ジンザ）
世界征服の野望を抱く忍者マスター。推定年齢29歳。
剣、ナックル、鎖鎌を使える他、巻き物で忍術を使用可能（溜めを行って使用）。横や後ろを向いた敵への特殊攻撃や、ガード時に反撃するカウンター技も使える。
CDドラマのみのオリジナルキャラとして妹にジンコが居る。
その他
ミレイユ
アカシック・ギルドのアカーシャの巫女。推定年齢22歳。少し影のある清楚系の美人。孤児としてバルカンに拾われ、ドーラにとっては義妹に当たる。ドーラのことを大変慕っており、その想いは実の姉妹そのもの。
魔法の実力もそれなり以上にあるのだが、本来はアカシック・ギルドの巫女を継ぐものとしては力量不足と感じているらしく、ドーラプレイ時にはその辺りの心境を吐露する場面もある。
メイソン
アカシック・ギルドのメンバー。推定年齢26歳。当初はミレイユの補佐をしていたが、野心に囚われてギルドを裏切り、秘宝「ウルティン・テールム」を奪った。
フレッド
『2』にも登場した賞金稼ぎ。ミレイユに一目惚れしてアカシック・ギルドに協力するようになるが、ドジが多い。闘技場にも登場する。
ギゼールII世
小国フィベリアの現国王。ゾールによって幽閉されていた。
ガンテス
フィベリアの近衛隊長。ゾールによるクーデターを止めることが出来なかったため、国王ともども幽閉されていた。
ゾール
かつてバルカンに師事していた、ドーラの兄弟子。推定年齢38歳。バルカンの下から独立し、託宣の力でフィベリアの宮廷占い師となっていた。
ジャグベル
ゾールの部下。幻術の使い手。
ガウアー
先王ギゼールI世に闇の力を宿らせた魔道師。アペイロンの力を世に満たそうとしている。
アペイロン
闇の力そのもの。
ソニックマン
闘技場で戦う敵キャラクター。どこから来たのかは誰も知らないと言う、謎の戦闘生命体。
ブレードファング
闘技場で戦う敵キャラクター。獰猛さなら狂戦士にも勝ると言われている猛獣。
E・シンバ
闘技場で戦う敵キャラクター。牝豹の身のこなしと評される女戦士。
リー・トミトク
闘技場で戦う敵キャラクター。芸術とまで言われる体術を使う、炎の格闘料理人。
G・トドロキ
闘技場で戦う敵キャラクター。円真流免許皆伝という剣士。
トロール・N
闘技場で戦う敵キャラクター。残虐な技を得意とする戦士。
なお、彼らとフレッドは、前述のおまけ要素および闘技場内で操作することも可能。
ジーン
闘技場で優勝時に乱入してくる謎の人物。
ギゼールI世
闇の力に支配され、アレスとバルカンに退治された先王。
バルカン
大魔道師。ギゼールI世との戦いの後、命を落とす。亡霊として現れ「空」（アカーシャ）の力を持った武器「ウルティン・テールム」を授けてくれる。

## ブランディッシュVT / ブランディッシュ4 眠れる神の塔

### 概要 (VT/4)
1996年10月4日にPC-98用『ブランディッシュVT』として発売された後、1998年12月11日にWindows移植版が『ブランディッシュ4 眠れる神の塔』のタイトルで発売。
当初はどのシリーズにも属さない完全新作とされ、「開発コードネームVT」の仮タイトルでコンピュータ雑誌『コンプティーク』などに発表された。後に、フルマウスオペレーションという特徴が類似するという理由で「ブランディッシュ」シリーズの一つに位置づけられ、発売された。こうした経緯もあり、従来のシリーズから舞台設定・登場キャラ・システムが大きく変わっている。世界観やストーリーは前作までとの繋がりはない。VTはVictim's Tower（犠牲者の塔）の略で、その名の通り、様々なマップによって成り立つ1つの大きな塔を頂上に向けて登っていく展開となる。
画面は視点の向きが固定されたクォータービューになっており、そのため南方向と東方向の壁には文字プレートやボタンはない。また、キャラがほぼ画面中心に位置する形で、背後からの接敵に気付かない危険性がなくなっている、壁の向こう側も見られるようになるなど、従来緊張感を与えてきた要素が削られる反面、クォータービューならではのトラップや演出などが導入されている。アイテムは旧シリーズの「異次元箱」に変わって「封入石」が登場、ページ切替の感覚でアイテム管理できるようになっている。
時折起こるイベントでの選択肢や、精霊や守護鬼神への接し方、ショップでのミニイベントなどで、キャラの性格がダークとライトに分岐。性格によって戦闘になるかどうか、イベント内容、エンディングなどが変化する。
謎かけが多いシリーズの特徴を受け継いでいるが、プレートの下にはギリシャ文字が4文字書かれており、街区のすぐ外に居る言霊使いギーナの元でギリシャ文字を入力して代価を払うと、その仕掛けのヒントが貰える。
店では、能力+10と属性+10までアイテム強化が可能になっている。
PC98版では、主人公はディーとクレールの二人から選択可能。どちらかでクリアすれば、3人目の主人公キエンを選べるようになる。
Windows版ではタイトルの改題の他、更にメルメラーダを加えた4人の中から選択可能に。誰か1人でクリアすれば、ガラハッドを五人目の主人公として選択できるようになった。また、CD-ROM内にはカジノで遊べるスライムを叩くモグラ叩きゲーム『ハンマースライム』が、独立したミニゲームとして収録されている(廉価版にはない)。
Windows版はイラストカードがついたプレミアム版も初版の翌月に発売された。その他、廉価版がメディアカイトとソースネクストから再発売された。
現在はソースネクスト版を元にしたDL版が販売されている。

### あらすじ (VT/4)
エイザル大陸の東西を結ぶ交易路ビスクロード。その大半を占めるカルア砂漠の北部で、巨大な塔が発見された。塔は古代から存在していたらしく、内部には四大元素の紋章が象られているなど、失われた古代の英知を人々に知らしめた。
大陸東部に位置するスーラン帝国の国教ヌビアール教と、大陸西部に位置するギデア皇国の国教ギデア聖教は、塔の英知を我が物とすべく調査団を派遣。両者は対立しながらも、徐々に塔の内部に足場を固めていく。
しかし、塔の内部には様々なトラップが仕掛けられており、発見から10年余り経過した現在、発掘作業は5層目付近で停滞していた。いつしか人々は、塔を「神の塔」と呼び始める。
そんな中、運命に導かれて5人の人間が「神の塔」へ入り込んだ。ある者は罪人として、ある者は試練を乗り越えるために、ある者は失われた記憶や古代の財宝を求め、ある者は知的好奇心を満たすために。
果たして、彼らを待ち受ける運命とは？

### 登場キャラクター (VT/4)
主人公
ディー（Dee）
窃盗に失敗し、犯罪者として発掘労働のために「神の塔」に送られた青年。
装備はムチ、胸当て、篭手。盗みを行うことができる。
クレール（Clare）
暁の巫女として選ばれたエルフ。修行のため「神の塔」に訪れた。神の血の力を持つ。
装備は杖、ローブ、腕輪。精霊の力を得ると、同じ属性の杖で精霊召喚できるようになる。祈りでMP回復が可能。
キエン（Quien）
記憶喪失の剣士。
装備は剣、鎧、盾。祈りでMP回復が可能。
メルメラーダ（Mermelada）
「妖炎のメルメラーダ」と呼ばれ、盗賊業に手を染めている魔女。「輝玉板」という宝を求めて手下と共に「神の塔」に潜り込んだ。
装備はマフラー、胴衣、手袋。猫に変身できる。
ガラハッド（Garahad）
「神の塔」に不法侵入した考古学者。巨体を誇るが、小心者。
装備はナックル、服、リストバンド。
その他
モーブ（Movue）
ディーと共に盗みを働いて「神の塔」に送られた少年。ハーフエルフの孤児。
ユーラ

サフィーユ（Saphire）
暁の巫女候補だったエルフで、クレールの友人。クレールの付き添いとして「神の塔」に訪れ、地下寺院で待っている筈だったが、虚ろな目をしてザノンと共に行動し、クレールと敵対する。
ズフォロア
メルラーダの手下。
ザノン（Xanon）
吟遊詩人。
シャハラザード
幻の曲の楽譜を求める吟遊詩人。ジンを支払うことで、特殊な効果を付与する歌を歌ってもらえる。
実は幽霊。同名の子孫が居る。
ギリアス

精霊
ドゥール
炎の精霊。
ラクシー
水の精霊。
マーヤー
地の精霊。
サラース
風の精霊。
アディティ
武具の精霊。
守護鬼神
ギュールズ
緋の輝玉板を守る。
アザール
蒼の輝玉板を守る。
ヴァート
翠の輝玉板を守る。
セイブル
黒の輝玉板を守る。
メインストーリー外のキャラクター
言霊使いギーナ
点在している石版の下などに書かれている4つの文字を伝えると、その文字が書かれている場所付近の謎解きに関する情報（ヒント）を売ってもらえる。
コワード
遺跡で道具屋コワードを営む老人。
ファングス
武器屋ファングスを営む豹頭の男。攻撃力99防御力99の大剣を持っている。
ヴィオラ
酒場ハーベストのウェイトレス。
ガーナー

烈心居士
魔法屋。
アップル
道具屋。
ジェシカ
武器屋。
エフィーナ
カジノで「ブレード」というカードゲームを担当している。
シャルル

ユンユン

ヨンヨン

マチルダ

シャザー

ハクシャー
シャザーの父。
エターナ
秘術商ステラ・エランスを営む。占いができる。
ニナ

ナイトシェード

アグリア

ミレアーナ

キュー

人斬りニゾウ

ぐに&ぐな

キラ

キャンベル

サブリナ&ヤスミン

ゴートマン

## 小説
ブランディッシュ・ストーリーブック
『1』のノベライズ。鈴木教之・井上克典共著、1992年にマイクロデザイン出版局より出版された (ISBN 978-4944000142)。アレスだけでなくドーラの視点でも物語が語られるほか、ゲーム中ではほとんど触れられなかったオープニング以前の話や、ガディとゲイラのエピソードも追加されている。また、執筆時期の関係からエピローグは『2』への繋がりが考慮されておらず、『1』のものと若干異なる箇所がある。
ブランディッシュ・アレス 呼び覚ます運命
『1』以前のアレスの過去を描いた小説。早川正著。1993年11月にログアウト冒険文庫より出版された (ISBN 978-4893661463)。闇を司る邪悪神グルに対抗できるアカーシャの知識を得るため、小国フィベリアのタントールに住む大魔導師ヴァルカンの元へ向かおうとするところで終わっている。後に、公式サイトで連載された。
ブランディッシュVT 優しすぎのSummoner
コンプティーク（角川書店）で1996年11月号から1997年1月号にかけて連載された小説。ゲーム攻略記事に付帯して掲載された。クレールを主人公としている。上崎よーいち著、挿絵はおおつきべるの。

## 制作スタッフ
ブランディッシュ
- プログラム：高橋幸生
- アート&グラフィック：蓮井俊也、松室剛、鈴木秀和
- 音楽：Falcom Sound Team J.D.K.（石川三恵子、白川篤史）
- プレストーリー：早川正
- アシスト：小山英樹
- スペシャルサンクス：中原嘉伸、松前俊邦
- ディレクト：木屋善夫
- プロデュース：加藤正幸

ブランディッシュ2 THE PLANET BUSTER
- プログラム：草野孝之
- プログラムアシスト：小山英樹
- シナリオ：早川正
- グラフィックデザイン：蓮井俊也
- グラフィックワーク：久慈光久、樋口修、長友誠一郎、伊藤慎一、中村和郎
- 音楽：Falcom Sound Team J.D.K.（石川三恵子、白川篤史、網島貴博、中島勝、松岡博文、金田直樹）
- スペシャルサンクス：松前俊邦、中原嘉伸、小野郁、藤井大介、山中綾子、柳沢育子、稲屋秀文、福谷洋一
- ディレクト：木屋善夫、山崎伸治
- プロデュース：加藤正幸

ブランディッシュ3 SPIRIT OF BALCAN
- プログラム：草野孝之
- シナリオ：藤井大介、早川正
- アート&グラフィック：樋口修、久慈光久、山中綾子、酒井明、塩田雄一、村上星児、鈴木秀和、岩崎美奈子、渡辺賢司
- ミュージック：Falcom Sound Team J.D.K.（石川三恵子、白川篤史、金田直樹、綱島貴博、中島勝、新井智）
- スペシャルサンクス：中原嘉伸、柳沢育子、小野郁、斉藤宏明、鈴木規夫、荒木健、梶谷幸人
- コーディネイト：山崎伸治
- プロデュース：加藤正幸

ブランディッシュVT
- Director：藤井大介
- Programming：草野孝之、黒坂敦
- Story：藤井大介、斉藤宏明、小川勝弘
- Sound Programming：綱島貴博
- Art & Graphics：酒井明、山中綾子、今井浩之、伊藤慎一、田中英登、藤原千子、伊藤義則
- Music：Falcom Sound Team jdk（石川三恵子、白川篤史、金田直樹、中島勝、松岡博文、新井智）
- Special Thanks：中原嘉伸、稲屋秀文、新津誠
- Coordinator：早川正
- Supervisor：山崎伸治
- Producer：加藤正幸

ブランディッシュ4 眠れる神の塔
- Director：藤井大介
- Programming：黒坂敦、吉田充、永島純
- Story：藤井大介、斉藤宏明、小川勝弘
- Art & Graphics：山中綾子、酒井明、田中英登、笠原真佐枝、伊藤慎一、今井裕之、矢吹浩之、長尾一樹
- Music：Falcom Sound Team jdk（松岡博文、白川篤史、中島勝、新井智、園田隼人、小原要、松村弘和）
- Documentation：石川三恵子、新津誠、星野淳史、近藤季洋
- Quality Assurance：中原嘉伸、稲屋秀文、松岡博文
- Thanks to：鈴木繭子、野田香純、尾添弘、伊藤千光
- Coordinator：早川正
- Supervisor：山崎伸治
- Producer：加藤正幸

## 関連CD
『ブランディッシュシリーズ』に関連したCDについて。

### CD一覧
- 『ブランディッシュシリーズ』
  - PERFECT COLLECTION Brandish（KICA1102、1992年4月22日発売）[注釈 1]
  - MUSIC FROM Brandish 2（KICA1125、1993年4月21日発売）
  - Brandish PIANO COLLECTION（KICA1153、1994年10月21日発売）
  - MUSIC FROM Brandish 3（KICA1157-8、1995年3月16日発売）
- FALCOM SPECIAL BOX
  - FALCOM SPECIAL BOX '93（KICA9012-5、1991年12月21日発売）
    - [DISC3] MUSIC FROM Brandish[注釈 2]

  - FALCOM SPECIAL BOX '96（KICA9026-28、1995年12月21日発売）
    - [DISC2] CDドラマ ブランディッシュ外伝
    - [DISC3] FALCOM MUSIC COLLECTION

  - FALCOM SPECIAL BOX '97（KICA9029-31、1996年12月21日発売）
    - [DISC1] CDドラマ 英雄伝説III VS ブランディッシュ+VT
- その他
  - FALCOM NEO CLASSIC（KICA1114-5、1992年11月21日発売）
  - FALCOM VOCAL SPECIAL J.D.K.BAND 3（KICA1128、1993年7月21日発売）
  - FALCOM ENDING COLLECTION 1987-1992（KICA1132-3、1993年10月21日発売）

### CDドラマ キャスト
- アレス：松本保典
- ドーラ：井上喜久子
- ミレイユ：岩男潤子
- アンバー：水谷優子
- ジンコ：氷上恭子
- ジンザ：菅原正志
- デイジー：宮村優子
- グランパ：稲葉実
- カール：置鮎龍太郎
- エレーヌ：天野由梨
- クレール：川菜翠
- ディー：小杉十郎太
- ギーナ：勝生真沙子
- ヴァート：斉藤昌

## データ集
『ブランディッシュシリーズ』に関連したデータ集について。
- MIDI COLLECTION
  - Brandish MIDI COLLECTION（1996年3月29日 発売）
  - SC-88 MIDI COLLECTION（1996年12月11日 発売）
- MATERIAL COLLECTION
  - Falcom MATERIAL COLLECTION（1996年6月28日 発売）

※『LORD MONARCH Pro』には、『ブランディッシュシリーズ』の音楽が一部使われている。